# An Christiaens
An Christiaens (Tongeren, 25 november 1979) is een Belgisch politica voor CD&V.

## Levensloop
Na studies Latijn-Wiskunde aan het OBO in Tongeren ging ze in 1997 rechten studeren aan de Katholieke Universiteit Leuven, waar ze in 2002 haar licentiaatsdiploma behaalde. Daarna behaalde ze er in 2003 een aanvullend diploma in de fiscaliteit.
In 2003 begon ze haar stage aan de balie van Tongeren bij een advocatenkantoor in Genk, waarna ze haar eigen advocatenpraktijk begon in Vreren. In 2008 verliet Christiaens de advocatuur, waarna ze tot 2014 aan de slag was als jurist voor de stad Bilzen.
Ze begon haar politieke loopbaan als lid van de JONGCD&V-afdeling van Tongeren. In 2004 kwam Christiaens voor het eerst op bij de verkiezingen voor het Vlaams Parlement, ze werd niet verkozen. Bij de gemeenteraadsverkiezingen van oktober 2006 werd ze wel verkozen tot gemeenteraadslid van Tongeren.
Toen ze in 2009 wederom niet verkozen raakte in het Vlaams Parlement, vroeg toenmalig minister van Buitenlandse Zaken Yves Leterme haar om als adviseur in consulaire zaken te worden op zijn kabinet. Toen Leterme later dat jaar eerste minister werd, werd Christiaens tot eind 2011 adviseur Justitie op diens kabinet. In 2012 werd ze vervolgens juridisch adviseur bij minister van Landsverdediging Pieter De Crem, wat ze bleef tot in 2014. In 2015 werd ze opnieuw advocate in een kantoor in Tongeren, ditmaal bleef ze het beroep uitoefenen tot in 2019.
Na de gemeenteraadsverkiezingen van 2012 werd Christiaens schepen van Openbare Werken, Jeugd en Kinderopvang in Tongeren. Na de verkiezingen van oktober 2018 werd Christiaens eerste schepen en kreeg ze de bevoegdheden Cultuur, Jeugd en Toerisme. Van juli 2019 tot oktober 2020 was Christiaens waarnemend burgemeester van Tongeren, aangezien titelvoerend burgemeester Patrick Dewael toen voorzitter van de Kamer van volksvertegenwoordigers was. Christiaens bleef schepen van Tongeren tot eind 2024, toen de stad opging in de fusiestad Tongeren-Borgloon. Daar werd zij in oktober 2024 verkozen tot gemeenteraadslid en trad ze in januari 2025 als schepen van Toerisme en Zorg toe tot het college van burgemeester en schepenen.
Na de rechtstreekse Vlaamse verkiezingen van 25 mei 2014 volgde ze eind juli 2014 Vlaams minister Jo Vandeurzen op als Vlaams volksvertegenwoordiger voor de kieskring Limburg. Als Vlaams Parlementslid was Christiaens lid van de commissie Wonen, Armoedebeleid en Gelijke Kansen en zetelde ze vanaf 2016 tevens in de commissie Economie, Werk, Sociale Economie, Innovatie en Wetenschapsbeleid. Bij de verkiezingen van 26 mei 2019 werd ze niet herkozen. Vervolgens was Christiaens van november 2019 tot oktober 2020 medewerker op het kabinet van Vlaams minister Wouter Beke.
Bij de Vlaamse verkiezingen van 9 juni 2024 kreeg Christiaens de tweede plaats op CD&V-lijst in Limburg en werd ze opnieuw verkozen in het Vlaams Parlement. Ditmaal ging zij er zetelen in de commissie Mobiliteit en Openbare Werken.